# Шёнберг, Микаэль
Микаэль Шёнберг (дат. Michael Schjønberg; род. 19 января 1967, Эсбьерг, Рибе) — датский футболист, выступавший на позиции защитника. Известен по выступлениям за «Кайзерслаутерн», «Ганновер 96» и сборную Дании. Участник чемпионата мира 1998, а также чемпионатов Европы 1996 и 2000 годов.

## Клубная карьера

### «Эсьберг»
Шёнберг родился в Эсбьерге и начал выступать за местный клуб с одноимённым названием. Он три сезона выступал на позиции атакующего полузащитника и забил 14 мячей в 89 встречах. В 1989 году Шёнберг вместе в партнёром по команде Йеспером Кристенсеном отправились на просмотр в мюнхенскую «Баварию». После просмотра оба вернулись обратно, но один из тренеров команды Ханс-Дитер Шмидт через год стал тренером клуба «Ганновер 96» и пригласил Микаэля в команду.

### «Ганновер 96»
В новом клубе он был переведён на позицию крайнего защитника. В 1992 году Микаэль выиграл свой первый трофей - Кубок Германии. В финале по пенальти была обыграна «Боруссия» из Мёнхенгладбаха, решающий гол забил Шёнберг. В том же году Микаэль был готов покинуть Ганновер из-за недовольства условиями контракта, но после выигрыша трофея ему был предложен улучшенный контракт и капитанская повязка.

### «Оденсе»
В 1994 году Микаэль вернулся на родину, подписав контракт с «Оденсе». Фанатов "Ганновера 96" и "Оденсе" связывают дружеские отношения. Сумма трансфера составила 700 тыс. датских крон. Наиболее ярким достижением в новом клубе стал выход его в четвертьфинал Кубка УЕФА 1994/1995, причем в 1/8 был обыгран мадридский «Реал». В первом матче один из голов забил Шёнберг.

### «Кайзерслаутерн»
После Евро-96 Микаэль перешёл в немецкий «Кайзерслаутерн». Сумма трансфера составила 1,35 млн. датских крон. Шёнберг стал важной частью команды. Он забил первый гол в первом же матче сезона против чемпиона - «Баварии» и помог клубу победить. В первом же сезоне Микаэль помог выиграть «Кайзерслаутерну» Бундеслигу. В сезоне 1998/1999 Шёнберг получил тяжёлую травму, в столкновении с вратарём «Бохума» Томасом Эрнстом он сломал голень. После семи месяцев восстановления Микаэль вернулся на поле. В сезоне 1999/2000 в матче против «Фрайбурга», Шёнберг встал в ворота команды после травм двух вратарей. Он отразил опасный удар Левана Кобиашвили во втором тайме, а конце матча смог отразить пенальти и помог своей команде выиграть. В том же году Микаэль вновь получил травму, после которой долго восстанавливался. В конце сезона он принял решение завершить карьеру. Руководство клуба предложило ему административную должность.

## Международная карьера
В 1995 году на Кубоке Короля Фахда Шёнберг дебютировал за сборную Дании, он принял участие во всех трёх матчах и став его победителем. В 1996 году Микаэль был включен в заявку на участие в чемпионате Европы в Англии. На турнире он принял участие во встречах против Турции и Хорватии. В 1998 году он попал в заявку на участие в  чемпионате мира во Франции. Микаэль был основным футболистом и сыграл в четырёх матчах против сборных ЮАР, Франции, Бразилии и Саудовской Аравии.
В 2000 году Шёнберг во второй раз принял участие в чемпионате Европы в Бельгии и Нидерландах. На турнире он поехал в качестве основного футболиста и сыграл во всех матчах против сборных Франции, Нидерландов и Чехии. Сразу после первенства он завершил карьеру в сборной.

## Статистика

### Матчи Шёнберга за сборную Дании
| Матчи Шёнберга за сборную Дании | Матчи Шёнберга за сборную Дании | Матчи Шёнберга за сборную Дании | Матчи Шёнберга за сборную Дании | Матчи Шёнберга за сборную Дании | Матчи Шёнберга за сборную Дании |
| ------------------------------- | ------------------------------- | ------------------------------- | ------------------------------- | ------------------------------- | ------------------------------- |
| №                               | Дата                            | Соперник                        | Счёт                            | Голы Шёнберга                   | Соревнование                    |
| 1                               | 8 января 1995                   | Саудовская Аравия               | 2:0                             | —                               | Кубок короля Фахда 1995         |
| 2                               | 10 января 1995                  | Мексика                         | 1:1                             | —                               | Кубок короля Фахда 1995         |
| 3                               | 13 января 1995                  | Аргентина                       | 2:0                             | —                               | Кубок короля Фахда 1995         |
| 4                               | 29 марта 1995                   | Кипр                            | 1:1                             | 1                               | Чемпионат Европы 1996 (отбор)   |
| 5                               | 26 апреля 1995                  | Македония                       | 1:0                             | —                               | Чемпионат Европы 1996 (отбор)   |
| 6                               | 31 мая 1995                     | Финляндия                       | 1:0                             | —                               | Товарищеский матч               |
| 7                               | 7 июня 1995                     | Кипр                            | 4:0                             | —                               | Чемпионат Европы 1996 (отбор)   |
| 8                               | 16 августа 1995                 | Армения                         | 2:0                             | —                               | Чемпионат Европы 1996 (отбор)   |
| 9                               | 6 сентября 1995                 | Бельгия                         | 3:1                             | —                               | Чемпионат Европы 1996 (отбор)   |
| 10                              | 15 ноября 1995                  | Армения                         | 3:1                             | 1                               | Чемпионат Европы 1996 (отбор)   |
| 11                              | 27 марта 1996                   | Германия                        | 0:2                             | —                               | Товарищеский матч               |
| 12                              | 24 апреля 1996                  | Шотландия                       | 2:0                             | —                               | Товарищеский матч               |
| 13                              | 2 июня 1996                     | Гана                            | 1:0                             | —                               | Товарищеский матч               |
| 14                              | 16 июня 1996                    | Хорватия                        | 0:3                             | —                               | Чемпионат Европы 1996           |
| 15                              | 19 июня 1996                    | Турция                          | 3:0                             | —                               | Чемпионат Европы 1996           |
| 16                              | 14 августа 1996                 | Швеция                          | 1:0                             | —                               | Товарищеский матч               |
| 17                              | 1 сентября 1996                 | Словения                        | 2:0                             | 1                               | Чемпионат мира 1998 (отбор)     |
| 18                              | 9 октября 1996                  | Греция                          | 2:1                             | —                               | Чемпионат мира 1998 (отбор)     |
| 19                              | 9 ноября 1996                   | Франция                         | 1:0                             | —                               | Товарищеский матч               |
| 20                              | 29 марта 1997                   | Хорватия                        | 1:1                             | —                               | Чемпионат мира 1998 (отбор)     |
| 21                              | 8 июня 1997                     | Босния и Герцеговина            | 2:0                             | —                               | Чемпионат мира 1998 (отбор)     |
| 22                              | 20 августа 1997                 | Босния и Герцеговина            | 0:3                             | —                               | Чемпионат мира 1998 (отбор)     |
| 23                              | 10 сентября 1997                | Хорватия                        | 3:1                             | —                               | Чемпионат мира 1998 (отбор)     |
| 24                              | 11 октября 1997                 | Греция                          | 0:0                             | —                               | Чемпионат мира 1998 (отбор)     |
| 25                              | 25 марта 1998                   | Шотландия                       | 1:0                             | —                               | Товарищеский матч               |
| 26                              | 22 апреля 1998                  | Норвегия                        | 0:2                             | —                               | Товарищеский матч               |
| 27                              | 28 мая 1998                     | Швеция                          | 0:3                             | —                               | Товарищеский матч               |
| 28                              | 5 июня 1998                     | Камерун                         | 1:2                             | —                               | Товарищеский матч               |
| 29                              | 12 июня 1998                    | Саудовская Аравия               | 1:0                             | —                               | Чемпионат мира 1998             |
| 30                              | 18 июня 1998                    | ЮАР                             | 1:1                             | —                               | Чемпионат мира 1998             |
| 31                              | 24 июня 1998                    | Франция                         | 1:2                             | —                               | Чемпионат мира 1998             |
| 32                              | 3 июля 1998                     | Бразилия                        | 2:3                             | —                               | Чемпионат мира 1998             |
| 33                              | 28 апреля 1999                  | ЮАР                             | 1:1                             | —                               | Товарищеский матч               |
| 34                              | 18 августа 1999                 | Нидерланды                      | 0:0                             | —                               | Товарищеский матч               |
| 35                              | 8 сентября 1999                 | Италия                          | 3:2                             | —                               | Чемпионат Европы 2000 (отбор)   |
| 36                              | 10 октября 1999                 | Иран                            | 0:0                             | —                               | Товарищеский матч               |
| 37                              | 13 ноября 1999                  | Израиль                         | 5:0                             | —                               | Чемпионат Европы 2000 (отбор)   |
| 38                              | 17 ноября 1999                  | Израиль                         | 3:0                             | —                               | Чемпионат Европы 2000 (отбор)   |
| 39                              | 29 марта 2000                   | Португалия                      | 1:2                             | —                               | Товарищеский матч               |
| 40                              | 26 апреля 2000                  | Швеция                          | 0:1                             | —                               | Товарищеский матч               |
| 41                              | 3 июня 2000                     | Бельгия                         | 2:2                             | —                               | Товарищеский матч               |
| 42                              | 11 июня 2000                    | Франция                         | 0:3                             | —                               | Чемпионат Европы 2000           |
| 43                              | 16 июня 2000                    | Нидерланды                      | 0:3                             | —                               | Чемпионат Европы 2000           |
| 44                              | 21 июня 2000                    | Чехия                           | 0:2                             | —                               | Чемпионат Европы 2000           |

Итого: 44 матча / 3 гола; 22 победы, 9 ничьих, 13 поражений.

## Достижения
«Ганновер 96»
- Обладатель Кубка Германии — 1991/1992

«Кайзерслаутерн»
- Чемпионат Германии по футболу — 1997/1998

Дания
- Кубок Короля Фахда — 1995